# Close (canción de Nick Jonas)
«Close» es una canción grabada por el cantante estadounidense Nick Jonas para su tercer álbum de estudio, Last Year Was Complicated. La canción cuenta con la cantante sueca Tove Lo como artista invitada. Fue lanzada el 25 de marzo de 2016 por Island, Safehouse y Republic como el sencillo principal del álbum. La canción fue escrita por Robin Fredriksson, Mattias Larsson, Julia Michaels, Justin Tranter y Tove Lo.

## Antecedentes
Durante una sesión en Twitter, Jonas explicó que la canción es "sobre cómo literalmente no puedo abrirme y ser vulnerable con alguien". La melodía de la canción fue lanzada en los días previos al lanzamiento de la canción, a través de varios tuits.

## Recepción de la crítica
James Grebey de la revista Spin llamó a Close una canción "sensual" y profundamente personal. Brittany Spanos de Rolling Stone llamó a la canción una sexy, de acero de tambor asistido solo. Stephen Erlewine de AllMusic escribió un comentario positivo diciendo que "'Close', un dúo con Tove Lo, es quizás el mejor escaparate de este aspecto de Nick Jonas, pero la totalidad de Last Year Was Complicated camina una fina línea entre los dulces pop inmaculadamente producidos y confesión personal ".

## Vídeo musical
El vídeo musical fue lanzado el mismo día que el sencillo. El vídeo muestra a ambos cantantes incapaces de tocarse físicamente entre sí ya que son continuamente alejados. Su ropa es arrancada, el par es capaz de finalmente llegar cerca. Cuanto más vulnerable se encuentre el par, más cerca podrán estar. El vídeo fue dirigido por Tim Erem.

## Posicionamiento en listas

### Semanales
| Alemania        | Official German Charts  | 61  |
| Australia       | ARIA Top 100 Singles    | 37  |
| Austria         | Ö3 Austria Top 40       | 54  |
| Bélgica (Fl)    | Ultratip                | 33  |
| Bélgica (W)     | Ultratip                | 7   |
| Canadá          | Canadian Hot 100        | 12  |
| Dinamarca       | Tracklisten             | 34  |
| Escocia         | Scottish Singles Chart  | 21  |
| Eslovaquia      | Singles Digital Top 100 | 20  |
| España          | PROMUSICAE              | 34  |
| Estados Unidos  | Billboard Hot 100       | 14  |
| Estados Unidos  | Dance Club Songs        | 4   |
| Estados Unidos  | Pop Songs               | 10  |
| Estados Unidos  | Adult Pop Songs         | 32  |
| Estados Unidos  | Dance/Mix Show Airplay  | 22  |
| Estados Unidos  | Rhythmic Songs          | 19  |
| Francia         | SNEP                    | 165 |
| Irlanda         | IRMA                    | 33  |
| Italia          | FIMI                    | 75  |
| Nueva Zelanda   | NZ Top 40 Singles Chart | 11  |
| Países Bajos    | Dutch Top 40            | 57  |
| Portugal        | AFP                     | 24  |
| Reino Unido     | UK Singles Chart        | 25  |
| República Checa | Singles Digitál Top 100 | 26  |
| Suecia          | Sverigetopplistan       | 41  |
| Suiza           | Schweizer Hitparade     | 39  |

### Anuales
| País           | Lista (2016)      | Posición |
| -------------- | ----------------- | -------- |
| Canadá         | Canadian Hot 100  | 49       |
| Estados Unidos | Billboard Hot 100 | 66       |
| Estados Unidos | Pop Songs         | 34       |

### Certificaciones
| País           | Organismo certificador | Certificación | Ventas certificadas | Ref.   |
| -------------- | ---------------------- | ------------- | ------------------- | ------ |
| Bélgica        | BEA                    | Oro           | 15 000              | [ 36 ] |
| Dinamarca      | IFPI — Dinamarca       | Oro           | 30 000              | [ 37 ] |
| Italia         | FIMI                   | Oro           | 25 000              | [ 38 ] |
| Estados Unidos | RIAA                   | Platino       | 1 000 000           | [ 39 ] |
| Nueva Zelanda  | RMNZ                   | Platino       | 15 000              | [ 40 ] |
| Reino Unido    | BPI                    | Plata         | 200 000             | [ 41 ] |
| Suecia         | IFPI — Suecia          | Platino       | 40 000              | [ 42 ] |